# Sant Esteve Sesrovires

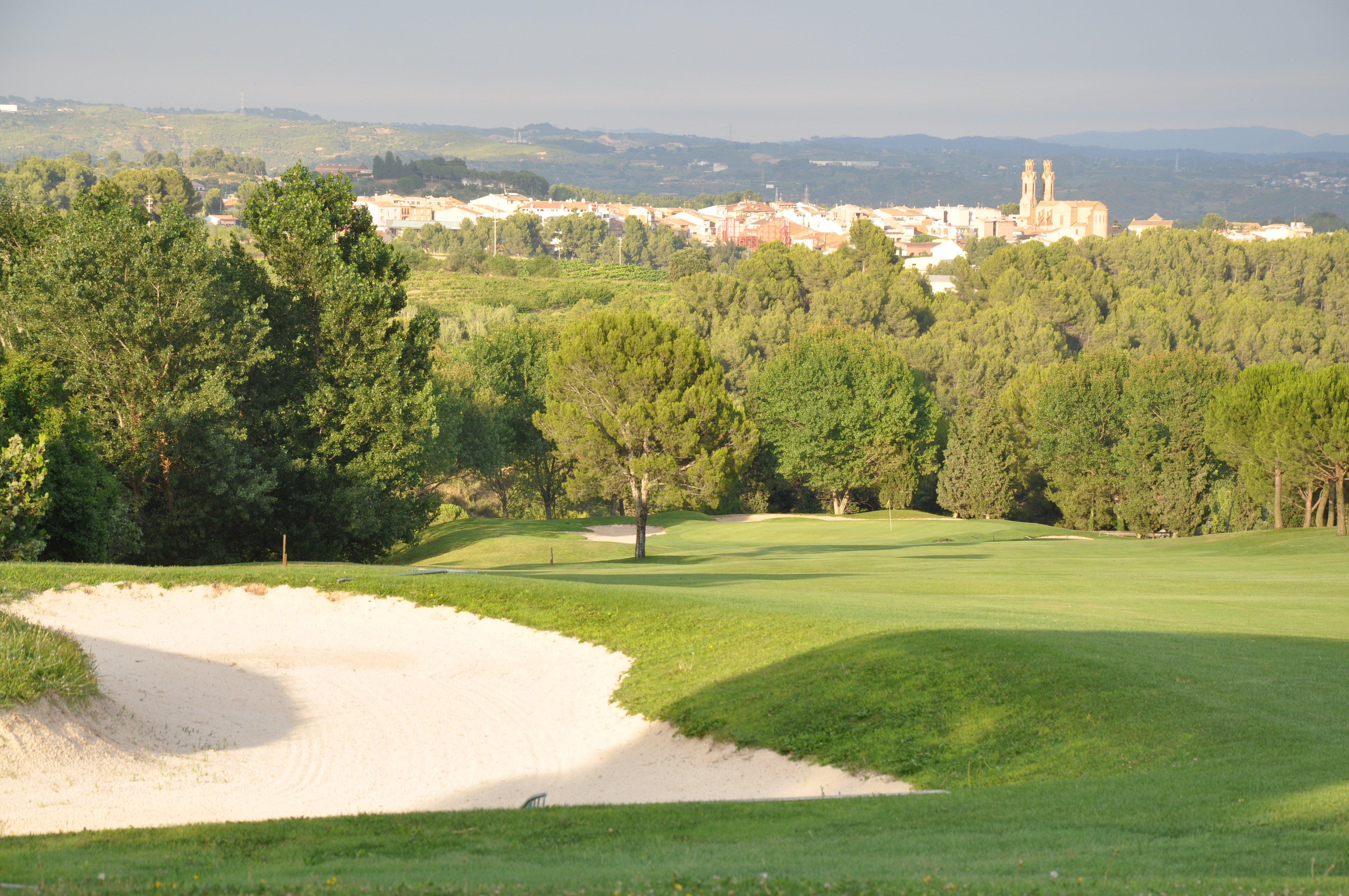
Sant Esteve Sesrovires visto dal Club de Golf Barcelona

Sant Esteve Sesrovires (in castigliano San Esteban de Sasroviras) è un comune spagnolo di 7 800 abitanti situato nella comunità autonoma della Catalogna. 
La cittadina ha dato i natali alla cantante di fama internazionale Rosalía.